# Frederik 3. af Sachsen
Frederik 3. af Sachsen (født 17. januar 1463 i Torgau i Tyskland, død 5. maj 1525 i Lochau), også kaldet Frederik den Vise (tysk: Friedrich der Weise) var kurfyrste i Sachsen i Tyskland fra 1486 til 1525. Han var søn af Kurfyrste Ernst af Sachsen og Elisabeth af Bayern. Frederik den Vise huskes blandt andet for at holde en beskyttende hånd over Martin Luther.

## Biografi
I 1502 oprettede Frederik universitetet i Wittenberg og gik i 1512 ind på Johann von Staupitz' bøn om at dække de omkostninger der var knyttet til at augustinereremitten Martin Luthers kunne blive  doktor i teologi. Von Staupitz måtte til gængæld love at «Martinus» på livstid skulle overtage ansvaret for undervisningen i «Biblia», bibelteologi, ved det teologiske fakultet i Wittenberg. 
Hans indflydelse i den kurfyrstelige og kejserlige kurie var hovedgrunden til at den nye kejser – Karl 5. (kejser 1519–1556) –   ved rigsdagen i Worms i 1521 ikke umiddelbart fulgte pave Pave Leo 10.s bandlysning af Martin Luther, men indkaldte Luther til Worms for at han der kunne afhøres af sagkyndige. På hjemrejsen fra Worms fingerede kurfyrsten et overfald i Thüringen, og fik Luther "bortført" til en af sine borge dér, Wartburg.
Frederik den Vise understøttede ved denne handling den proces der skulle ende med den lutherske reformation. Meningerne er delte om Frederiks motiver for denne handlemåde. Den lutherske historiker Theodor Kolde mener at Frederik egentlig bare ønskede at tilgodese sit universitet i Wittenberg og beskytte dets mest berømte professor. Men den lutherske historiker Paul Kalkoff hævder at Frederik blev en overbevist tilhænger af den lutherske lære. 
Den der formidlede kontakten mellem Luther og kurfyrsten var Fredriks hofkapellan Georg Spalatin. Det hedder sig at Frederik på dødslejet lod Spalatin give sig nadveren i begge skikkelser, og at dette indebar en åben bekendelse af og tilslutning til den nye trosretning.